# Giufà

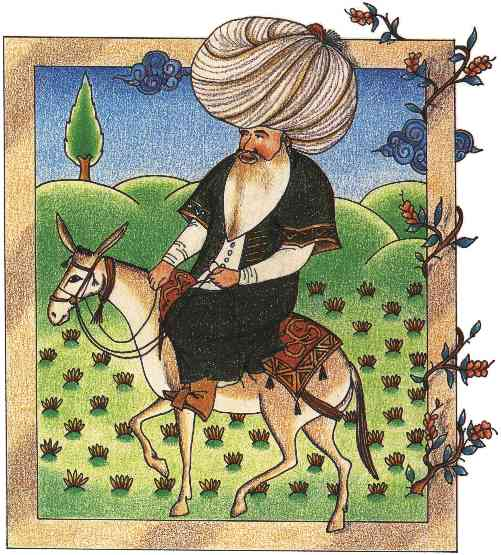
Miniature du 17ème siècle représentant Nasreddin Hodja

Giufà, appelé parfois Giucà, est un personnage du folklore italien et, plus particulièrement, sicilien.

## Histoire
Dans la littérature écrite, Giufà apparaît d'abord dans les travaux du folkloriste Giuseppe Pitrè qui, à la fin du XIXe siècle et au début du XXe siècle, a entre autres collecté plusieurs récits populaires à travers la Sicile et d'autres régions d'Italie.
Bien que Giufà soit le plus souvent identifié au « fou du village », ses actes et ses paroles véhiculent ordinairement une morale et, plutôt que Giufà lui-même, ce sont les réactions des personnages auxquels il se trouve confronté qui sont jugées à la fin de chaque histoire.
Les histoires liées au personnage sont anciennes. Ses bouffonneries ont été répétées et mémorisées à travers les siècles par la tradition orale. Les anecdotes concernant sa vie circulent principalement dans le Sud de l'Italie et en Sicile, mais les traits de Giufà se retrouvent dans d'autres personnages populaires dans de nombreuses cultures méditerranéennes.
Si l'on en croit Italo Calvino, Leonardo Sciascia et d'autres, le personnage se serait développé à partir d'histoires racontées à propos de Nasr Eddin Hodja, célèbre dans la tradition populaire turque. On pense que, à l'époque où l'île de Sicile était sous domination musulmane, du IXe au XIe siècle, des histoires sur Nasr Eddin ont été absorbées par la tradition orale sicilienne, avant d'être transformées pour illustrer les normes culturelles, et finalement se transmettre à travers tout le sud de l'Italie.